# 南小島

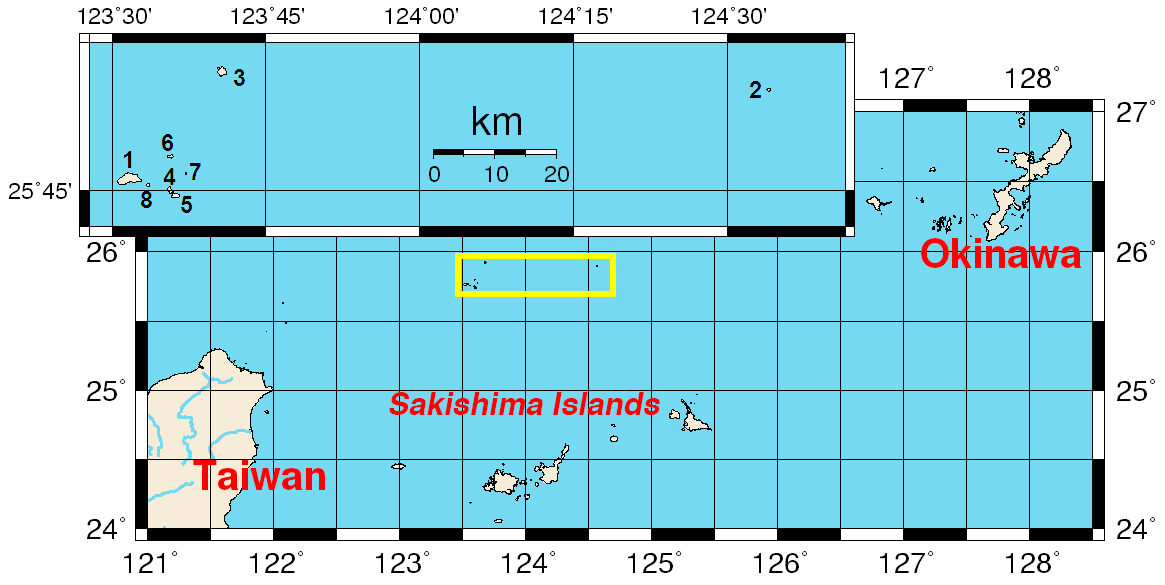
尖閣諸島の位置図（左上は拡大図）
1.魚釣島 2.大正島 3.久場島 4.北小島 5.南小島 6.沖の北岩 7.沖の南岩 8.飛瀬

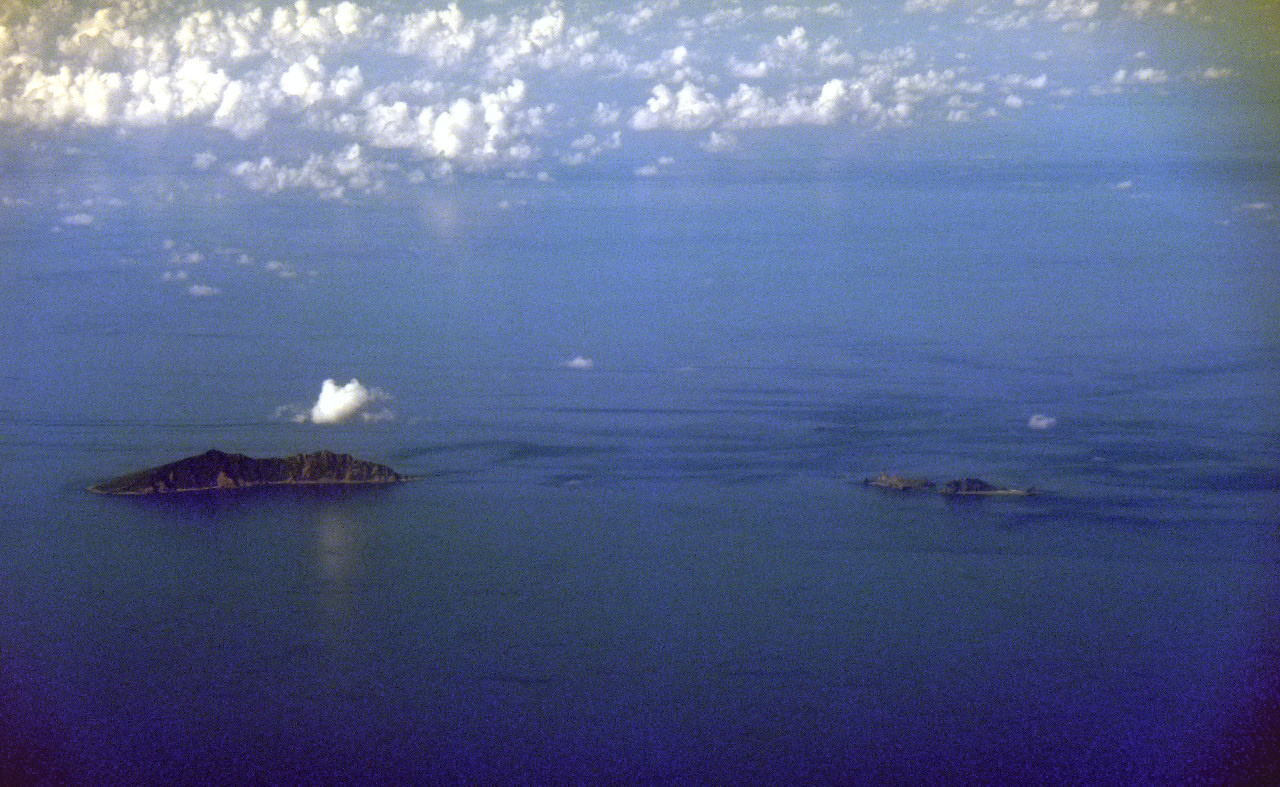
左から魚釣島、北小島、南小島

南小島（みなみこじま）は、尖閣諸島の無人島のひとつ。日本が実効支配し、中華人民共和国及び中華民国も領有権を主張している。別称は鳥島。

## 概要
尖閣諸島の主島である魚釣島の東南東方に位置する無人島。石垣島の北西約165キロメートル、西表島の北方約160キロメートルに位置する。島は楕円形で2箇所の尖った岩場とその間の隆起サンゴの平地からなり、「イソナの瀬戸」という水道を隔てて北小島と対を成している。面積は0.324628平方キロメートル（石垣市土地台帳の数値）。最高標高は149メートル。
私有地であって、2002年から日本政府が年188万円で賃借していたが、2012年9月11日、日本政府は魚釣島、北小島とともに3島を埼玉県に所在する地権者から20億5千万円で購入し、日本国への所有権移転登記を完了した。
日本の行政区分では沖縄県石垣市登野城尖閣2390番地にあたる。
上陸するためには日本政府の許可が必要である。日本が領有し実効支配しているが、中華人民共和国及び中華民国も領有権を主張している。
島の南西部には、かつて鰹節工場や、海鳥の羽の加工場があったが、事業中止に伴って無人島となった。
絶滅危惧種であるアホウドリの繁殖地である。

## 歴史
- 1895年1月14日 - 日本領に編入される。
- 1896年 - 古賀辰四郎が政府から魚釣島、久場島、北小島、南小島の30年間無償貸与を受ける（なお、無償貸与期間終了後も、有償で貸与が続けられた）。
- 1932年7月15日 - 北小島、南小島が古賀善次（辰四郎の子）に有償で払い下げられる（同年、魚釣島、久場島も有償で払い下げられている）。
- 1946年2月2日 - 北緯30度以南がアメリカ軍の軍政下に置かれる。
- 1952年4月28日 - サンフランシスコ平和条約の発効により、琉球政府の施政下に入る。
- 1968年 - 台湾人により南小島が不法占拠される（南小島不法占拠事件）。
- 1970年7月 - 琉球政府が尖閣諸島の魚釣島、久場島、大正島、北小島、南小島に不法入域防止のための警告板を設置した[8]。
- 1972年5月15日 - 本土復帰。
- 2010年12月10日 - 石垣市の市議会議員2名が日本政府の許可を得ず南小島に上陸した[9]。
- 2012年9月11日 - 日本政府は南小島、魚釣島と北小島の3島を埼玉県に所在する地権者から20億5千万円で購入し、日本国への所有権移転登記を完了した[5][6]。